# Daniel Rantzau
Daniel Rantzau (Westensee, 1529 - Varberg, 11 november 1569) was een Deense generaal.

## Biografie
Daniel Rantzau groeide op in Holstein in een adellijke familie en was een ver familielid van Johan Rantzau. Hij kreeg een academische opleiding, maar prefereerde toch een militaire carrière. Hij diende enige jaren in Duitsland en Italië en was betrokken bij de Deense verovering van Dithmarschen.
In 1563 brak de Zevenjarige Oorlog met Zweden uit. Twee jaar later werd Rantzau benoemd tot opperbevelhebber van het Deense leger, maar hij had een zwakke positie door zijn gebrek aan ervaring op het slagveld. In december 1565 wist hij de Zweden te verslaan in de Slag bij Axtorna. De jaren die daarop volgden wist hij zijn gezag als militair bevelhebber te verstevigen door zijn successen. Toch kwam Rantzau in conflict met Peter Oxe de Rigshofmester van Denemarken over de soldij van de soldaten.
Tussen 1567 en 1568 was Daniel Rantzau bezig met een wintercampagne tegen de Zweden. Hij wist enkele kleine overwinningen te behalen en lanceerde zelfs een mislukte aanval op Stockholm. In november 1569 werd hij door een kanonskogel gedood tijdens de belegering van het Zweedse bolwerk Varberg.